# Hupac
Hupac SA (Duits: Hupac AG) is een Zwitserse bedrijvengroep die actief is in goederenvervoer per spoor over de Alpen. Ze exploiteert gecombineerd of intermodaal vervoer, zowel begeleid (hele vrachtwagens) als onbegeleid (alleen opleggers of zeecontainers). Het hoofdkantoor is gevestigd in de grensplaats Chiasso in het kanton Ticino. De Hupac-Groep bestond eind 2017 uit 24 bedrijven gevestigd in Zwitserland, Duitsland, Italië, Nederland, België, Rusland en China.
Eind 2023 had Hupac in totaal 700 mensen in dienst en het behaalde in 2017 een omzet van 485,6 miljoen Zwitserse frank. Met 130 treinverbindingen per dag vervoerde het bedrijf in totaal 763.101 ladingen (2009: 607.284) met een totaalgewicht van 14,36 miljoen ton (2009: 10,7 miljoen ton), waarvan 508.893 ladingen of 9,7 miljoen ton over de Alpen.
De aandelen zijn voor 72 % in handen van transport- en expeditiebedrijven uit Zwitserland, Duitsland, Italië, Frankrijk, Oostenrijk en Nederland en voor 28 % bij meerdere spoorwegmaatschappijen.
Anderzijds heeft Hupac AG zelf belangrijke minderheidsbelangen in verschillende bedrijven op het gebied van gecombineerd vervoer, waaronder de gecombineerde vervoerders Cemat en RAlpin, het terminalbedrijf Combinant en de gegevensverwerkingsdienstverlener Cesar Information Services.
Omdat het Zwitserse transportbeleid erop gericht is het vrachtverkeer over de Alpen te verschuiven van de weg naar het spoor, kan Hupac rekenen op staatssubsidies uit brandstofaccijnzen. Zo werden bijvoorbeeld de terminals in Busto Arsizio - Gallarate in Noord-Italië en Singen (Hohentwiel) gefinancierd met dergelijke subsidies uit Zwitserland.

## De groep Hupac

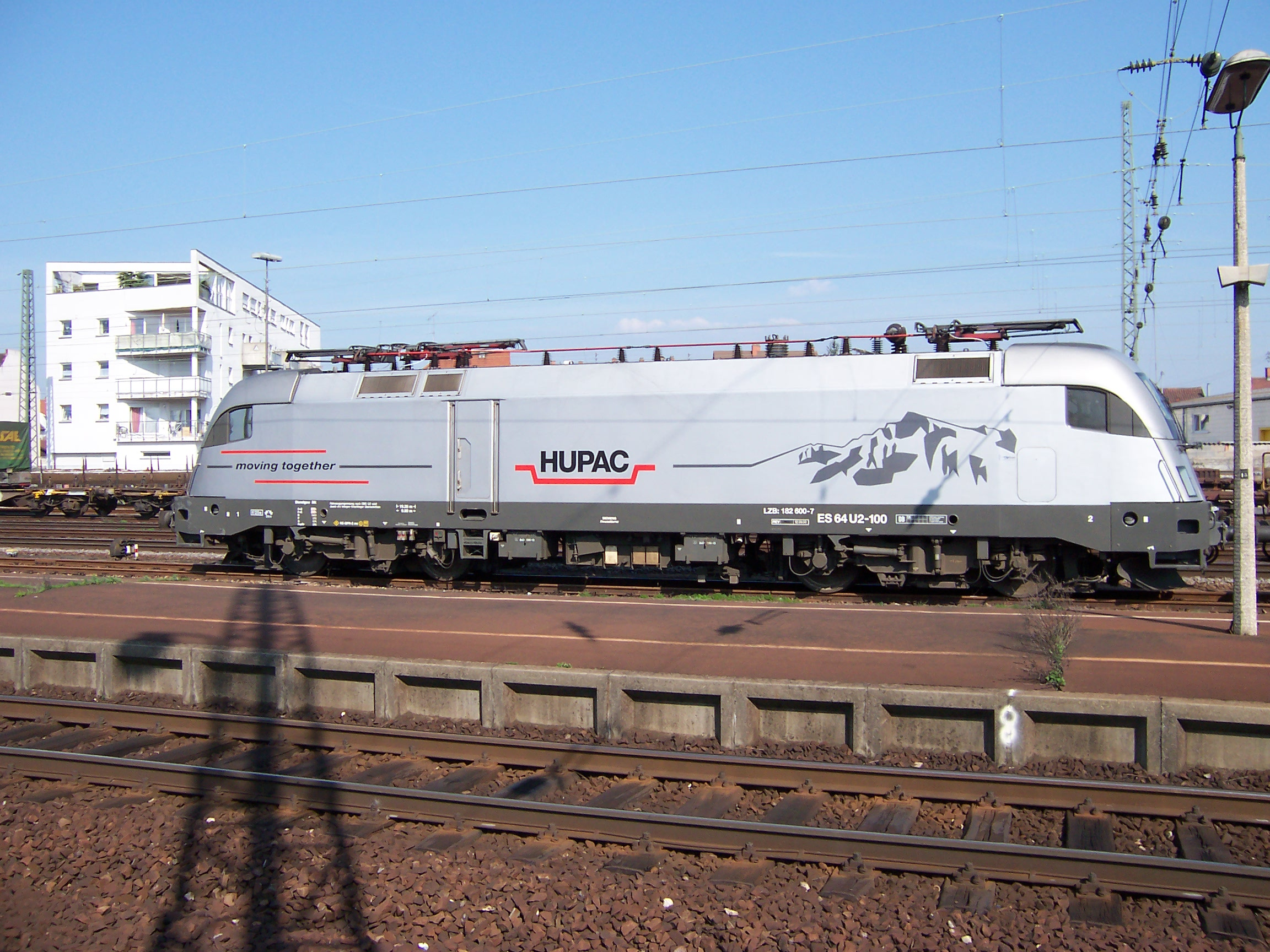
locomotief (Siemens ES64U2) van HUPAC

Onder de paraplu van Hupac AG, gevestigd in Chiasso, die de vaste activa beheert, worden de operationele activiteiten uitgevoerd via verschillende dochterbedrijven. Van de ongeveer 700 medewerkers zijn er 50 % in dienst van de dochterondernemingen in Italië.
- Hupac Intermodal AG, Chiasso
- Hupac SpA, Busto Arsizio, een spoorwegonderneming
- Hupac GmbH, Singen
- Termi AG, Chiasso
  - Termi SpA, Busto Arsizio
- Fidia SpA, Milaan
- Hupac Intermodal BVBA, Antwerpen
- Hupac Intermodal NV, Rotterdam
- Hupac Maritime Logistics GmbH, Duisburg
- Centro Intermodale SpA, Milaan
  - Terminal Piacenza Intermodale Srl, Piacenza
- Piacenza Intermodal SpA, Piacenza
- Hupac LLC, Moskou
- Intermodal Express LLC, Moskou

Hupac heeft ook de volgende minderheidsbelangen:
- Mercitalia Intermodal SpA, Milaan (34,48 %)
- Cesar Information Services Scarl, Brussel (25,1 %)
- Combinant NV, Antwerpen (35 %)
- RAlpin AG, Olten (33,11 %)
- SBB Cargo Internationaal (25 %)

## Rollende snelweg
Sinds 2011 wordt de Rollende Landstrasse doorheen Zwitserland geëxploiteerd door dochteronderneming RAlpin.

## Verbindingen voor onbegeleidgecombineerd vervoer

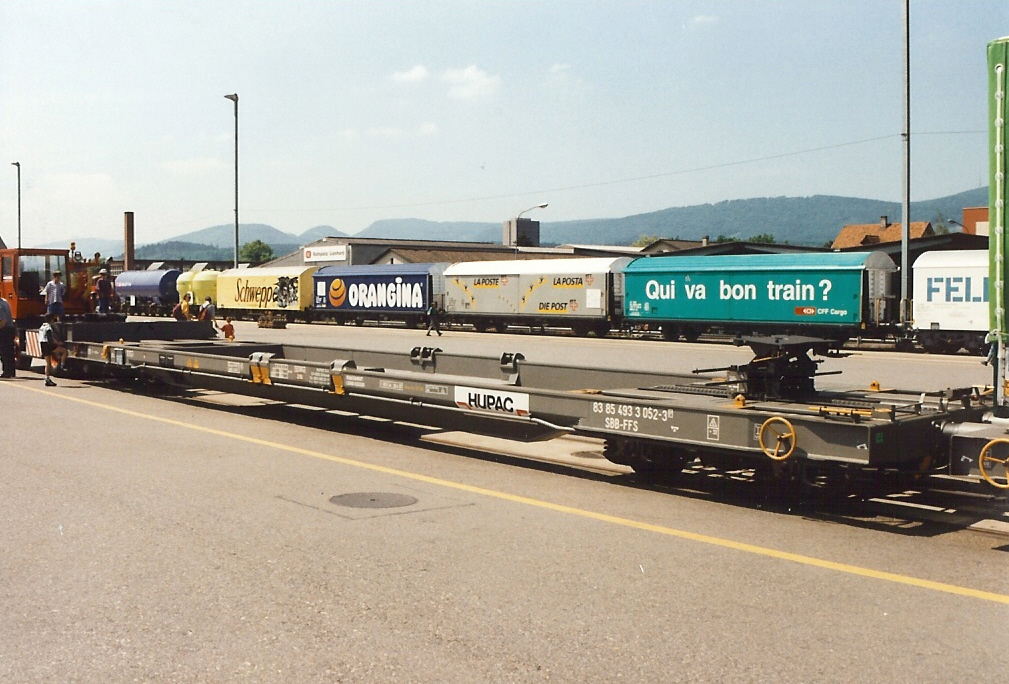
Speciale HUPAC-wagon voor opleggers

Circa 170 verbindingen op de volgende trajecten:
- Scandinavië ⇔ Italië
- Duitsland ⇔ Italië
- Nederland ⇔ Italië
- België ⇔ Italië
- Import/Export Zwitserland trans-Alpijns
- Binnenlands transport Zwitserland trans-Alpijns
- Import/Export Zwitserland niet trans-Alpijns
- Benelux/Duitsland ⇔ Zuidoost-Europa
- Benelux/Duitsland ⇔ Polen
- België ⇔ Zuid-Frankrijk/Spanje

## Infrastructuur
Hupac exploiteert overslagterminals in Zwitserland, Italië, Duitsland en België (Busto Arsizio - Garate, Singen, Antwerpen, Aarau, Basel, Chiasso, Piacenza, Lugano Vedeggio, Novara).
Het rollend materieel omvat ongeveer 5.900 treinwagons en 13 locomotieven. Een onderhoudswerkplaats in Busto Arsizio zorgt voor het onderhoud van de voertuigen.